# Flor Silvestre (Sängerin)
Guillermina Jiménez Chabolla (* 16. August 1930 in Salamanca, Guanajuato; † 25. November 2020 in Villanueva, Zacatecas), allgemein bekannt unter ihrem Künstlernamen Flor Silvestre (nach dem gleichnamigen mexikanischen Film aus dem Jahr 1943), war eine mexikanische Sängerin und Schauspielerin in der „goldenen Ära“ des mexikanischen Films.

## Leben
Nachdem ihre Familie nach Mexiko-Stadt umgezogen war, begann sie ihre musikalische Laufbahn beim dortigen Volkstheater und gewann einen von der bekanntesten Radiostation des Landes ausgetragenen Gesangswettbewerb.
1950 brachte sie ihre ersten drei Singles in Zusammenarbeit mit den Mariachi de Gilberto Parra heraus. Ihre nächste Single erschien erst sieben Jahre später in Zusammenarbeit mit den Mariachi Vargas de Tecalitlán und enthielt mit Cielo rojo eines ihrer bekanntesten Lieder. Ein Jahr später erschien in Zusammenarbeit mit ihrem Ehemann Antonio Aguilar ihr erstes Musikalbum mit dem Titel Música de Películas de Heraclio Bernal. Weitere überaus bekannte Lieder waren unter anderem Una limosna und Mi destino fue quererte.
Zwischen 1950 und 1991 wirkte Flor Silvestre zudem als Schauspielerin in zahlreichen Spielfilmen mit; darunter Sturm über Mexiko (1959, Originaltitel: La cucaracha), ¡Viva la soldadera! (1960), Ánimas Trujano (El hombre importante) (1961), El ojo de vidrio (1969) und La muerte de Pancho Villa (1974).

## Familie
Flor Silvestre war die ältere Schwester der ebenfalls in der Musikbranche tätigen La Prieta Linda und Mary Jiménez. Sie war dreimal verheiratet. Zunächst mit Andrés Nieto, aus deren Ehe die Tochter Dalía Ines stammt. Danach mit Paco Malgesto, aus deren Ehe ihr erster Sohn Francisco Rubiales und die zweite Tochter Marcela Rubiales hervorgegangen sind. Aus ihrer dritten und mit Abstand längsten Ehe mit dem Sänger und Schauspieler Antonio Aguilar gingen die Söhne Antonio und Pepe Aguilar hervor, die ebenso in die Musikbranche eingestiegen sind wie deren Kinder Majo Aguilar (Tochter von Antonio) sowie Leonardo und Ángela Aguilar (Nachkommen von Pepe).